# Rihanna: Live in Concert Tour
Rihanna: Live in Concert Tour prva je veća koncertna turneja barbadoške pjevačice Rihanne. Turneja je promovirala njen drugi studisjki album, A Girl Like Me. Turneja je započela tijekom ljeta 2006. godine. Rihanna je nastavila turneju kao poseban godt turneje PCD World Tour od Pussycat Dolls, Jay Z i turneje Monkey Business Tour od Black Eyed Peasa.

## Otvarajući aktovi
- Field Mob (na izabrane datume)[1]
- Jeannie Ortega (na izabrane datume)[1]
- J-Status (na izabrane datume)[1]
- Ciara (na izabrane datume)[6]
- Yung Joc (na izabrane datume)[6]
- Trey Songz (na izabrane datume)[6]
- Sean Paul (na izabrane datume)[2]

## Popis pjesama
1. "Pon de Replay"
2. "If It's Lovin' that You Want"
3. "You Don't Love Me (No,No,No)"
4. Medley:1
  1. "Crazy Little Thing Called Love"
  2. "Here I Go Again"
5. "We Ride"
6. "Break It Off"
7. "Unfaithful"
8. "Let Me"
9. "Kisses Don't Lie"
10. "That La, La, La"
11. "P.S. (I'm Still Not Over You)"
12. "Redemption Song"
13. "A Girl Like Me"
14. "SOS"

1 Izvođeno na izabrane datume kad je reper J-Status bio otvarajući akt.

## Datumi koncerata
| Datum              | Grad             | Država  | Stadion                               |
| ------------------ | ---------------- | ------- | ------------------------------------- |
| Sjeverna Amerika   |                  |         |                                       |
| 30. lipnja 2006.   | San Francisco    | SAD     | Mezzanine                             |
| 1. srpnja 2006.    | San Diego        | SAD     | House of Blues                        |
| 2. srpnja 2006.    | Los Angeles      | SAD     | House of Blues                        |
| 3, srpnja 2006.    | Las Vegas        | SAD     | House of Blues                        |
| 5. srpnja 2006.    | Salt Lake City   | SAD     | Vortex Night Club                     |
| 7. srpnja 2006.    | Minneapolis      | SAD     | Quest Club                            |
| 9. srpnja 2006.    | Milwaukee        | SAD     | Eagles Ballroom                       |
| 10. srpnja 2006.   | Cleveland        | SAD     | House of Blues                        |
| 13. srpnja 2006.   | Allentown        | SAD     | Crocodile Rock Cafe                   |
| 14. srpnja 2006.   | Ottawa           | Kanada  | LCI FieldsA                           |
| 15. srpnja 2006.   | Belleville       | Kanada  | Matt and Joe's Nightclub              |
| 16. srpnja 2006.   | Vaughan          | Kanada  | Kingswood Music Theatre B             |
| 18. srpnja 2006.   | Darien           | SAD     | Darien Lake Performing Art Center C   |
| 21. srpnja 2006.   | Valdosta         | SAD     | All-Star Amphitheater                 |
| 22. srpnja 2006.   | Montego Bay      | Jamajka | Catherine Hall Sports Complex D       |
| 23. srpnja 2006.   | Winter Haven     | SAD     | Star Haven Amphitheatre               |
| 26. srpnja 2006.   | Atlanta          | SAD     | Coca-Cola Roxy Theatre                |
| 28. srpnja 2006.   | Baltimore        | SAD     | Rams Head Live!                       |
| 29. srpnja 2006.   | Toms River       | SAD     | Toms River High School North GroundsE |
| 1. kolovoza 2006.  | New York City    | SAD     | Nokia Theatre Times Square            |
| 2. kolovoza 2006.  | Englewood        | SAD     | Bergen Performing Arts Center         |
| 3. kolovoza 2006.  | Boston           | SAD     | Avalon Nightclub                      |
| 5. kolovoza 2006.  | Mashantucket     | SAD     | MGM Grand at Foxwoods                 |
| 6. kolovoza 2006.  | Providence       | SAD     | Lupo's Heartbreak Hotel               |
| 8. kolovoza 2006.  | Jackson          | SAD     | Jackson County Fairgrounds            |
| 10. kolovoza 2006. | Chicago          | SAD     | Park West                             |
| 17. kolovoza 2006. | Gilford          | SAD     | Meadowbrook Musical Arts Center       |
| 19. kolovoza 2006. | Gatineau         | Kanada  | Parc de la Baie F                     |
| 1. rujna 2006.     | Jackson          | SAD     | Northern Star Arena                   |
| 2. rujna 2006.     | Buffalo          | SAD     | Club Infinity                         |
| 3. rujna 2006.     | Sterling Heights | SAD     | Freedom Hill Amphitheater             |
| 16. rujna 2006.    | Pomona           | SAD     | Los Angeles County Fairgrounds        |
| 22. rujna 2006.    | Atlantic City    | SAD     | House of Blues                        |
| 29. rujna 2006.    | St. Louis        | SAD     | Bauman-Eberhardt Center               |

A Koncert je bio dio Cisco Ottawa Bluesfesta 2006. godine

B Koncert je bio dio 14. godišnje Pizza Pizza ljetne navale (14th Annual Pizza Pizza Summer Rush)

C Koncert je bio dio Kiss the Summer Hello

D Ovaj koncert bio je dio Red Stripe Reggae Sumfesta

E Ovaj koncert bio je dio Toms River Festa

F Ovaj koncert bio je dio Festivala de montgolfieres de Gatineau